# Alsair
Alsair (code IATA : AL, code OACI : LSR) était une compagnie aérienne française basée sur l'aéroport de Colmar, spécialisée dans les vols d'affaires, les vols réguliers, le transport sanitaire et le fret urgent.

## Histoire
C'est le 1er septembre 1982 que la compagnie aérienne Alsair voyait le jour, d'abord comme compagnie d'avion-taxi, de transport de fret urgent et transport sanitaire. Elle avait commencé ses opérations avec un Beech 58 Baron.
Elle ouvre sa première ligne régulière au début des années 90 au départ de l'aéroport de Strasbourg vers Eindhoven pour les employés de Mars Wrigley Confectionery France (anciennement Mars Chocolat France), filiale du groupe Mars Incorporated mais également pour le grand public. Suivra ensuite une ligne identique vers Farnborough. 
En 1991, elle transporte plus de 1 000 passagers sur la ligne soit un taux de remplissage de 57%, pour un chiffre d'affaires sur le régulier de 14,5 millions de francs. Elle disposait de 12 effectifs dont 6 personnels navigants.
Concernant le transport de fret urgent, Alsair s'est associée au Centre Hospitalier Universitaire (CHU) de Strasbourg pour le transport d'organes possible 24h/24h et 7 jours sur 7 sur déclenchement de l'établissement Français des Greffes.
Achetée en 2008 au groupe Knauf par une holding anglo-saxonne, le nouveau propriétaire cherchait dès lors à se développer sur le segment de l'aviation d'affaires long courrier au départ de Paris, Londres et Genève avec des jets dit "longue distance" comme le Falcon 900B (14 places et 7 000 km de rayon d'action) et un Bombardier Global Express (14 places et 11 000 km de rayon d'action).
Le 28 décembre 2009, l'associé unique a nommé en qualité de président Mr Robert Andrew SLACK, un anglais en remplacement de Mr Jean-Louis CEHOVIC.
Alsair a été mise en liquidation judiciaire le 6 juillet 2010, la vente aux enchères du mobilier le 21 septembre 2010 après 28 ans d'activité. 
La compagnie Airailes, dirigée par Brigitte Oumier, gérante et femme du créateur de la société de dix salariés et 3 avions (2006) fondée en 1991 et toujours basée sur l'aéroport de Colmar a repris l'activité d'Alsair à savoir l'aviation d'affaires, le fret et les évacuations sanitaires (qui a repris en 1998 la compagnie d'aviation d'affaires Stylair).

## Statistiques
- 1997: 9 896 passagers réguliers, 1 214 passagers non réguliers et 108 tonnes de fret dont 107 sur le non régulier[11].
- 1998: 1 153 passagers réguliers et 2 630 non réguliers, 250 tonnes de fret sur le non régulier[12].
- 1999: 1 100 passagers réguliers et 2 651 non régulier, 77 tonnes de fret sur le non régulier.
- 2000: 621 passagers réguliers et 3 349 non réguliers, 8,4 tonnes de fret dont 2,5 tonnes sur le régulier.
- 2001: 4 446 passagers non réguliers et 2,5 tonnes de fret sur le non régulier.
- 2002: 5 041 passagers non réguliers et 2,7 tonnes de fret sur le non régulier.
- 2003: 5 063  passagers non réguliers et 2,5 tonnes de fret sur le non régulier.
- 2004: 3 772 passagers non réguliers et 0,6 tonne de fret sur le non régulier.
- 2005: 2 208 passagers non réguliers et 0,6 tonne de fret sur le non régulier.
- 2006: 1 790 passagers non réguliers et 0,9 tonne de fret sur le non régulier.
- 2007: 325 passagers non réguliers et pas de fret.
- 2008: 301 passagers non réguliers et pas de fret.
- 2009: 89 passagers non réguliers et pas de fret.

## Le réseau
- Strasbourg-Eindhoven,
- Strasbourg-Farnborough[13].

## Flotte
- Beechcraft Baron 58: F-GFAU[14],
- Beechcraft C-90: F-GEOU[15], F-GFLY[16],
- Beechcraft 200: F-GIAL[17], F-GJMJ[18],
- Beechcraft 1900: F-HASL[19],
- Cessna Citation II: F-GLTK[20],
- Falcon 900B: F-GOEV[21],
- Bombardier Global Express.

## Accidents
- Le 9 septembre 1999: En approche finale de l’aéroport de Caen-Carpiquet dans de mauvaises conditions météorologiques, le commandant de bord a décidé d’engager une procédure de retournement du Beechcraft 200 Super King Air immatriculé F-GIAL. Il a augmenté la puissance du moteur et a demandé au copilote de positionner les volets dans l’angle approprié. Par erreur, le copilote a soulevé les volets. En raison d’une perte de portance, l’avion a décroché et a heurté la surface de la piste. Au moment de l’impact, le train a été arraché et l’avion a glissé sur quelques dizaines de mètres avant de s’immobiliser. Les trois occupants sont restés indemne tandis que l’avion a été endommagé[22].
- Le 25 janvier 2007: Le Beechcraft 1900D immatriculé F-HALS, qui venait d'effectuer la liaison entre Paris-Le Bourget et l'aéroport régional de Samedan, aéroport desservant la ville Saint-Moritz et la ville de Davos où se tenait le Sommet économique, avec 13 passagers et 2 membres d'équipage à bord, venait de se poser, vers 16h00, lorsque la jambe de train avant s'est refermée, précipitant le nez de l'avion au sol. Celui-ci s'est mis à glisser sur la piste enneigée et a fini par sortir de piste, provoquant quelques dégâts matériel, avant de s'arrêter dans une congère[23]. Il n'y a eu aucun blessé durant cet accident[24].

## Galerie photographique

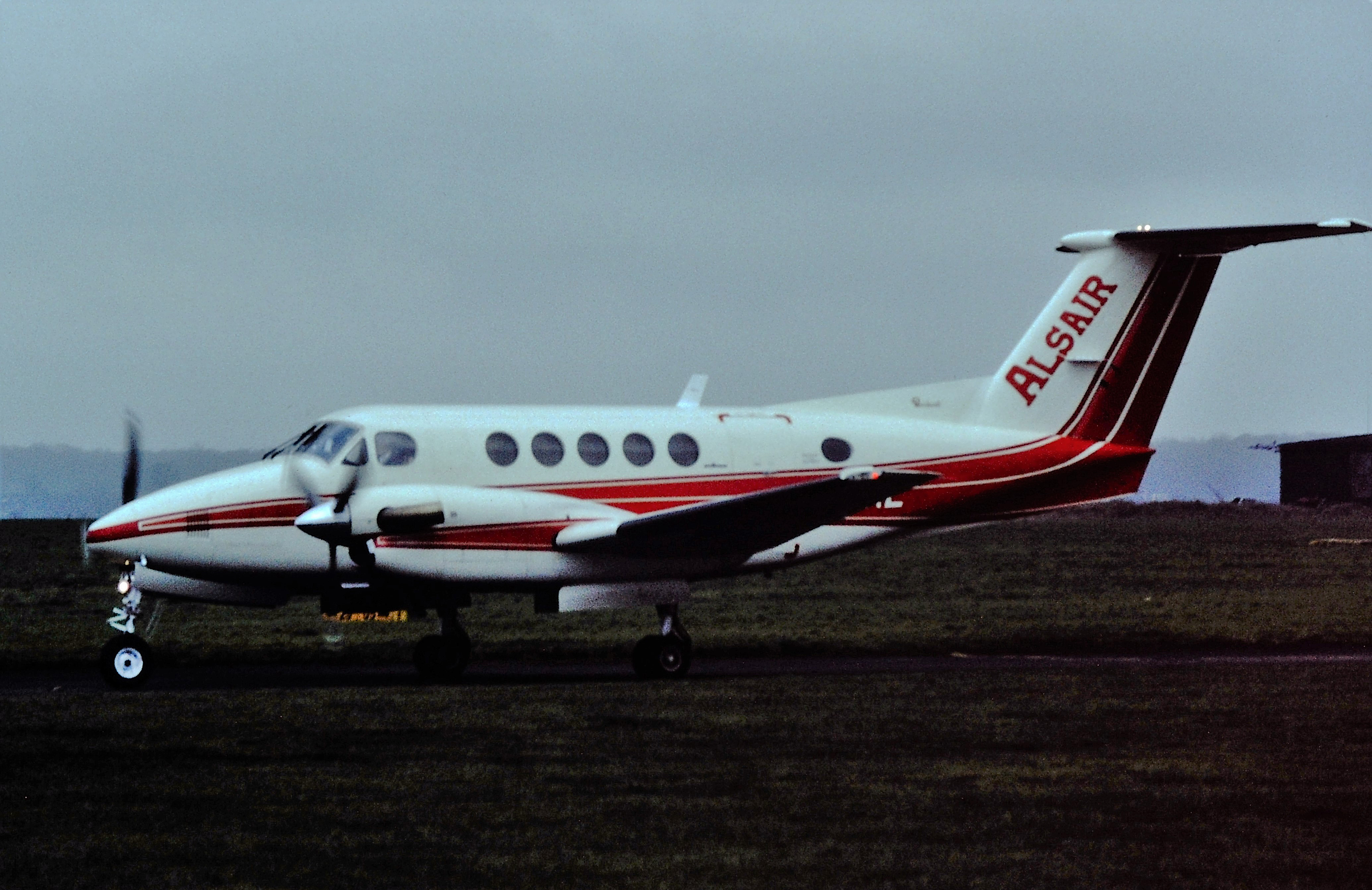
King Air 200 F-GIAL en 1989 à Coventry
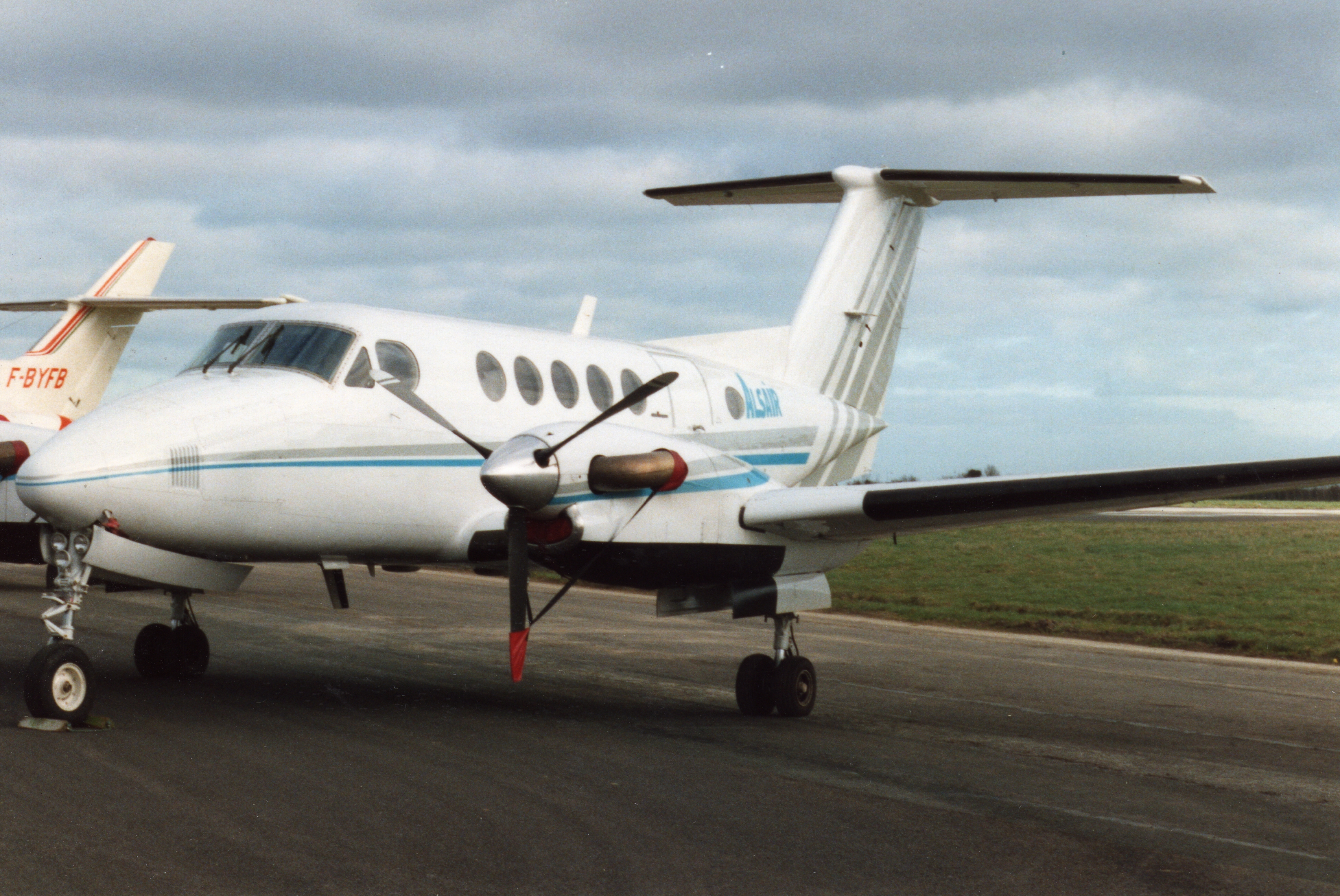
Aéronef d'Alsair en Février 1993 à Dublin
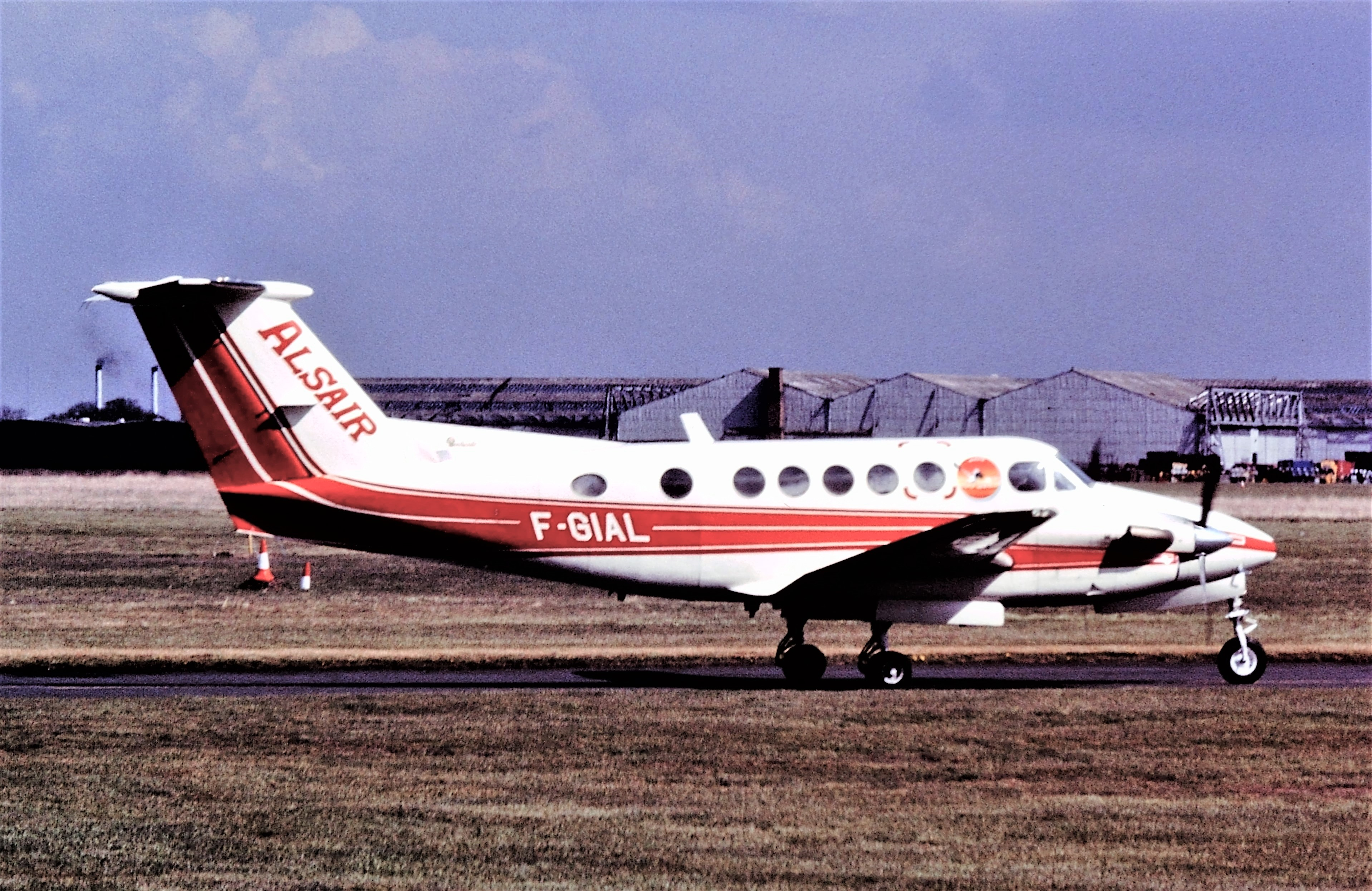
King Air 200 F-GIAL en 1990 à Coventry
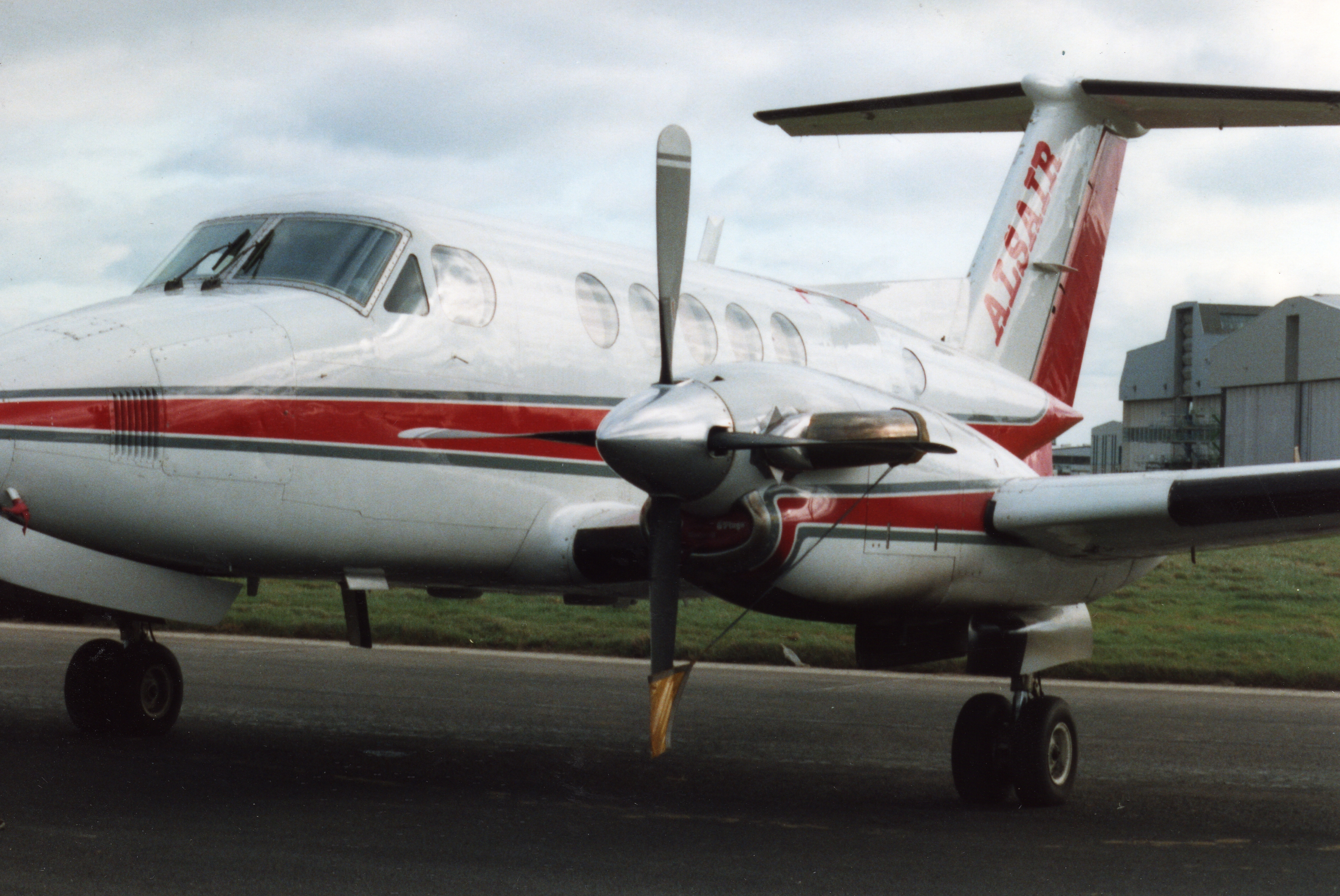
Aéronef d'Alsair en Février 1993 à Dublin